# Товтивил Кейстутович
Товтиви́л Кейсту́тович (в крещении Конрад; около 1355 — сентябрь 1390) — князь новогрудский из династии Гедиминовичей, сын великого князя литовского Кейстута. Активный сторонник своего брата Витовта во время гражданской войны в Великом княжестве Литовском 1381—1384 годов.
В 1380 году Ягайло заключил с Тевтонским орденом секретный Довидишковский договор, направленный против его влиятельного дяди князя трокского Кейстута. Узнав о соглашении, Кейстут начал войну против племянника. В 1382 году Ягайло обманом заманил Кейстута и его сына Витовта в свой лагерь, где те были пленены и заключены в Кревском замке. Вскоре Кейстут был найден мёртвым (в некоторых источниках содержится намёк на то, что был он убит), а Витовту удалось бежать в Орден. Примерно в это время Ягайло изгнал Товтивила и его брата Войдата с княжения в Новогродке, после чего Товтивил решил присоединиться к Витовту в борьбе с Ягайло. 21 октября 1383 года он был крещён в Ордене по католическому обряду под именем Конрад. В 1384 году стороны пришли к соглашению.
По договорённости с Ягайло, после победы над полоцким князем Андреем Ольгердовичем Витовту должно было быть возвращено Трокское княжество, занятое Скиргайло. Однако оставленный Ягайло в качестве наместника в Литве Скиргайло не желал расставаться со своими владениями, что вызвало неудовольствие Витовта. В 1389 году Витовт поднял восстание. Он попытался взять Вильну, но потерпел неудачу и был вынужден вновь искать поддержки в Ордене. Товтивил поддержал брата и вместе с ним отправился в Пруссию. В сентябре 1390 года объединенные войска Витовта и крестоносцев приступили в осаде Вильны. Во время попытки взять Кривой замок Товтивил был убит.